# Kantatie 40
Pour les articles homonymes, voir Route 40.
Le boulevard périphérique de Turku ou route principale 40 (en finnois : Turun kehätie ou Kantatie 40) est une autoroute périphérique de la ville de Turku en Finlande.

## Description
La Kantatie 40 est une route principale menant de Kaarina à Naantali par Raisio avec une longueur de 33 kilomètres. 
Le tronçon de 23 km  menant de Kaarina à Raisio forme le Boulevard périphérique de Turku.
La Kantatie 40 est un tronçon de la Route européenne 18.

## Trajet
La route passe par les municipalités suivantes :
- Kaarina
- Lieto
- Kaarina (bis)
- Turku
  - Oriketo
  - Aéroport de Turku
  - Runosmäki
- Raisio
- Naantali